# Arman Manaryan
Arman Manaryan (em armênio/arménio:  Արման Մանարյան; 15 de dezembro de 1929 - 16 de fevereiro de 2016) foi um cineasta arménio nascido no Irão. Ele foi o irmão do ator Yervand Manaryan. Ele repatriou-se para armênia soviética em 1946 e formou-se no Conservatório Estadual de Yerevan em 1952 e no Instituto de Cinematografia de Moscovo em 1962. Desde então tem trabalhado com Armenfilm.